# Cavalieri selvaggi
Cavalieri selvaggi (The Horsemen) è un film del 1971 diretto da John Frankenheimer.

## Trama
Uraz, figlio di Tursen, capo stalliere e giocatore di buzkashi in pensione per un signore feudale, è un maestro cavallerizzo che vive secondo un codice d'onore primitivo. L'onore della famiglia viene ferito quando Uraz si rompe una gamba giocando a buzkashi. Suo padre, che ha perso molti soldi scommettendo sul figlio, gli rivolge a malapena la parola. Per riconquistare l'onore e la ricchezza della famiglia deve in qualche modo reimparare a cavalcare, dopo che le ferite gli sono costate la gamba sotto il ginocchio. Di fronte a grandi ostacoli, e nonostante la derisione e il tradimento degli altri, ottiene la possibilità di partecipare ai giochi organizzati dal re dell'Afghanistan.